# Dactylochelifer brachialis
Espèce
Synonymes
- Dactylochelifer changaiensis Krumpál & Kiefer, 1982

Dactylochelifer brachialis est une espèce de pseudoscorpions de la famille des Cheliferidae.

## Distribution
Cette espèce se rencontre en Afghanistan, au Tadjikistan, en Ouzbékistan, au Turkménistan, en Iran, au Pakistan, en Inde et en Mongolie.

## Publication originale
- Beier, 1952 : The 3rd Danish Expedition to Central Asia. Zoological Results 7. Pseudoscorpionidea (Chelicerata) aus Afghanistan. Videnskabelige Meddelelser fra Dansk Naturhistorisk Forening i Kjøbenhavn, vol. 114, p. 245-250.